# Maciej Węglewski
Maciej Węglewski (ur. 21 lipca 1950) – polski wiceadmirał i inżynier techniki nawigacji, morski oficer pokładowy okrętów rakietowych, dowodził kutrem rakietowym ORP „Darłowo”, 1 dywizjonem kutrów rakietowo-torpedowych i 3 Flotyllą Okrętów, od 2005 do 2010 był szefem Szkolenia Marynarki Wojennej.

## Wykształcenie
Maciej Wojciech Węglewski urodził się 21 lipca 1950 w Bydgoszczy, gdzie ukończył szkołę podstawową i liceum ogólnokształcące. W latach 1968–1972 odbył studia na Wydziale Dowódczym w Wyższej Szkoły Marynarki Wojennej w Gdyni, uzyskując promocję oficerską i tytuł inżyniera nawigatora statku morskiego.
Jest również absolwentem kursu dowódczo-sztabowego Wydziału Dowódczego Akademii Marynarki Wojennej ZSRR w Leningradzie (1980) oraz Podyplomowych Studiów Operacyjno-Strategiczne na Wydziale Strategiczno-Obronnym Akademii Obrony Narodowej w Warszawie (1991). Posiada znajomość języka rosyjskiego i angielskiego.

## Służba wojskowa
Po zaliczeniu przeszkolenia oficerów morskiej artylerii rakietowej otrzymał przydział na kuter rakietowy projektu 205 ORP „Elbląg”, na którym był kolejno dowódcą działu II rakietowo-artyleryjskiego (1972–1974) oraz zastępcą dowódcy okrętu (1974–1976). Następnie dowodził bliźniaczym kutrem rakietowym ORP „Darłowo”. W 1980 został flagowym oficerem broni rakietowo-artyleryjskiej, a następnie od 1982 pełnił funkcję szefa Sztabu – zastępcy dowódcy w 2 dywizjonie kutrów rakietowo-torpedowych w Gdyni. W latach 1984–1988 był dowódcą 1 dywizjonu kutrów rakietowo-torpedowych w Gdyni. Kolejne stanowisko służbowe objął w Oddziale Operacyjnym Sztabu Marynarki Wojennej w Gdyni, gdzie wyznaczono go starszym oficerem operacyjnym.
W 1991 został zastępcą dowódcy do spraw liniowych, a w 1996 dowódcą w 3 Flotylli Okrętów imienia komandora Bolesława Romanowskiego w Gdyni. Od 2004 do 2005 był zastępcą szefa Sztabu Marynarki Wojennej. 18 kwietnia 2005 objął stanowisko szefa Szkolenia Marynarki Wojennej i dowódcy garnizonu Gdynia, które zajmował do początku 2010, po czym zakończył zawodową służbę wojskową.
Jest żonaty, ma dwóch synów. Interesuje się sportem, podróżami i literaturą marynistyczną.
Awansowany kolejno na stopnie oficerskie:
| - podporucznika marynarki – 1972 - porucznika marynarki – 1975 - kapitana marynarki – 1979 - komandora podporucznika – 1984 | - komandora porucznika – 1988 - komandora – 1992 - kontradmirała – 2000 - wiceadmirała – 2005 |

## Odznaczenia
- Krzyż Kawalerski Orderu Odrodzenia Polski
- Złoty Krzyż Zasługi
- Morski Krzyż Zasługi[2].
- Złoty Medal „Siły Zbrojne w Służbie Ojczyzny”
- Srebrny Medal Siły Zbrojne w Służbie Ojczyzny
- Brązowy Medal Siły Zbrojne w Służbie Ojczyzny
- Złoty Medal „Za zasługi dla obronności kraju”